# 亚历山德拉·森西尼
亚历山德拉·森西尼（義大利語：Alessandra Sensini，1970年1月26日—），意大利女子帆船运动员。她曾代表意大利参加1992年、1996年、2000年、2004年、2008年和2012年夏季奥林匹克运动会帆船比赛。